# Joseph C. Sharp
Pour les articles homonymes, voir Sharp.
Joseph Cecil Sharp II (30 mai 1934 — 13 janvier 2021) est un psychologue américain.

## Biographie
Sharp naît à Salt Lake City, en Utah, le 30 mai 1934, fils de Helen Swenson et Cecil Sharp. Il épouse Pauline Burnham en 1956. Sharp a obtenu sa licence, sa maîtrise et son doctorat en psychologie et en neuroanatomie à l'université de l'Utah.
Il commence en 1961 sa carrière de psychologue chercheur au Walter Reed Army Institute of Research où, en 1970, il a été nommé directeur adjoint de la neuropsychiatrie. Il a également été chef du département de psychologie expérimentale et de radiologie comportementale à Walter Reed et, en 1969 et 1970, il a été commissaire adjoint à la santé publique de l'État de New York. Il a ensuite déménagé en Californie et a travaillé au Ames Research Center de la NASA de 1974 à 1994. Puis durant les cinq dernières années de sa carrière à la NASA, il est directeur du Bureau de la recherche spatiale,.
Après avoir pris sa retraite d'Ames, il enseigne au College of Science de la Southern Utah University à Cedar City, dans l'Utah.
Il meurt le 13 janvier 2021 et est inhumé au cimetière de Tonaquint à Saint George, dans l'Utah.